# 沖縄防衛局
沖縄防衛局（おきなわぼうえいきょく、Okinawa Defense Bureau）は、防衛省の地方防衛局のひとつ。2007年（平成19年）9月1日に那覇防衛施設局（防衛施設局）から改組された。2008年（平成20年）に中頭郡嘉手納町へ移転した。
2011年（平成23年）3月31日に名護防衛事務所が開所、金武防衛事務所が金武出張所に縮小された。
2023年（令和5年）4月1日、那覇防衛事務所が那覇出張所に縮小された。

## 所在地
- 沖縄防衛局（本部）

沖縄県中頭郡嘉手納町字嘉手納290番地9
- 名護防衛事務所

名護市字辺野古134番地の1
- 那覇出張所

那覇市泊1丁目4番地の14
- 金武出張所

国頭郡金武町字伊芸76番地の1

## 主要幹部
| 官職名       | 階級       | 氏名     | 補職発令日     | 前職                                         |
| ------------ | ---------- | -------- | -------------- | -------------------------------------------- |
| 沖縄防衛局長 | 防衛事務官 | 村井勝   | 2025年08月01日 | 地方協力局総務課長                           |
| 次長         | 防衛技官   | 櫻井淳   | 2023年07月14日 | 整備計画局施設技術管理官                     |
| 次長         | 防衛技官   | 阿野貴史 | 2023年07月01日 | 国土交通省関東地方整備局東京空港整備事務所長 |
| 防衛補佐官   | 1等空佐    | 森孝二   | 2024年06月08日 | 航空総隊司令部装備部施設課長                 |

## 歴代局長
| 代 | 氏名       | 在職期間                       | 入省年次 | 前職                                                   | 後職                             | 備考 |
| -- | ---------- | ------------------------------ | -------- | ------------------------------------------------------ | -------------------------------- | --- |
| 01 | 鎌田昭良   | 2007年9月1日 - 2008年1月16日   | 1980年   | 大臣官房審議官 兼 情報本部副本部長                     | 北関東防衛局長                   | 東京大学経済学部卒。 官房長を経て、2014年7月、装備施設本部長で退職後、 防衛基盤整備協会理事長、東京海上日動火災保険顧問、 マリオン取締役、楽天損害保険顧問を歴任。 |
| 02 | 真部朗     | 2008年1月17日 - 2011年8月14日  | 1982年   | 大臣官房米軍再編調整官 兼 大臣官房報道官               | 地方協力局次長                   | 東京大学法学部卒。2019年7月、防衛審議官で退職。 |
| 03 | 田中聡     | 2011年8月15日 - 2011年11月28日 | 1984年   | 地方協力局地方協力企画課長                             | 大臣官房付                       | 大阪大学法学部卒。2017年8月から地方協力局次長。 |
| 04 | 真部朗     | 2011年12月19日 - 2012年9月9日  | 1982年   | 地方協力局次長                                         | 防衛政策局次長                   | 2016年7月から防衛審議官。2019年1月、同職で退職。 |
| 05 | 武田博史   | 2012年9月10日 - 2014年7月24日  | 1985年   | 大臣官房報道官 兼 大臣官房審議官                       | 大臣官房報道官 併 大臣官房審議官 | 慶應義塾大学法学部卒。2018年7月から官房長。 |
| 06 | 井上一徳   | 2014年7月25日 - 2016年6月30日  | 1986年   | 大臣官房文書課長 併 大臣官房文書課防衛省図書館長       | 防衛装備庁調達管理部長           | 横浜国立大学経済学部卒。 大臣官房審議官兼情報本部副本部長で退職し、 2017年10月から衆議院議員。                                                                     |
| 07 | 中嶋浩一郎 | 2016年7月1日 - 2019年1月14日   | 1989年   | 大臣官房文書課長 併 大臣官房文書課防衛省図書館長       | 大臣官房審議官 併 統合幕僚監部付 | 東京大学法学部卒。2019年1月から官房審議官。 |
| 08 | 田中利則   | 2019年1月15日 - 2021年6月30日  | 1990年   | 大臣官房審議官 併 統合幕僚監部付                       | 大臣官房審議官                   | 中央大学法学部卒。 2012年10月から2014年7月まで、沖縄防衛局企画部長を務めた。                                                                                       |
| 09 | 小野功雄   | 2021年7月1日 - 2023年7月13日   | 1992年   | 防衛装備庁調達事業部長 併 大臣官房付 併 統合幕僚監部付 | 大臣官房審議官                   | 早稲田大学政治経済学部卒。 |
| 10 | 伊藤晋哉   | 2023年7月14日 - 2025年7月31日  | 1994年   | 整備計画局防衛計画課長                                 | 整備計画局長                     | 早稲田大学政治経済学部卒。 |
| 11 | 村井勝     | 2025年8月1日 -                 | 1996年   | 地方協力局総務課長                                     |                                  | |